# Zinowiewia pauciflora
Zinowiewia pauciflora är en benvedsväxtart som beskrevs av C.L. Lundell. Zinowiewia pauciflora ingår i släktet Zinowiewia och familjen Celastraceae. Inga underarter finns listade.